# Museo El Charrúa

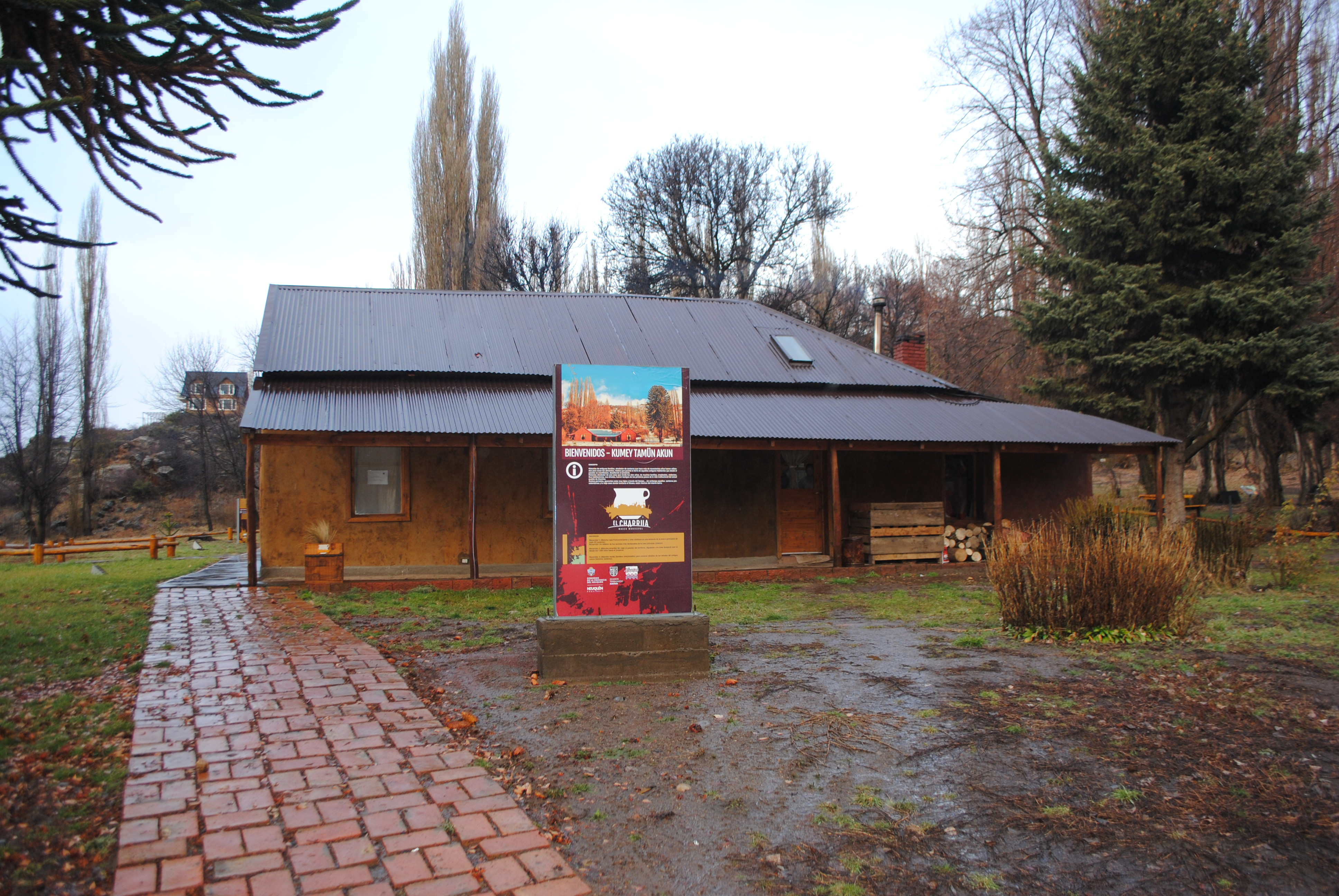
Vista lateral del edificio del Museo y cartel de bienvenida.

El Museo Municipal y Centro de Interpretación “El Charrúa” está ubicado en la localidad de Aluminé, Provincia del Neuquén, en la casona de la ex Estancia "El Charrúa". Abrió sus puertas al público el 1 de diciembre de 2015 y su inauguración se celebró el 20 de octubre de 2016.

## Inauguración
Como parte de los festejos por el centenario de Aluminé, la entonces vicegobernadora Ana Pechen, a cargo del Poder Ejecutivo, inauguró el Museo como un espacio para albergar, investigar y exhibir los bienes culturales e históricos de la localidad. El edificio elegido para la nueva institución municipal fue el casco histórico de la estancia de la familia Ayoso, propiedad que fue restaurada por el municipio local con colaboración del Estado provincial, Amigos del Museo, vecinos y  personas interesadas en el proyecto para poder exhibir el patrimonio cultural de Aluminé y zonas aledañas.

## Origen del nombre
Los antiguos propietarios de la Estancia eran de origen uruguayo, por lo tanto el nombre del museo, "El Charrúa", hace referencia al pueblo originario de ese territorio.

## Restauración del edificio histórico
Tanto el edificio de lo que fuera la casa principal del casco de la ex Estancia “El Charrúa”, como los parques que se emplazan en su entorno fueron completamente restaurados en un proceso que duró tres años. El edificio principal está construido con la técnica de pared francesa o quincha (a base barro), presenta detalles edilicios característicos del Litoral y adobe o ladrillo de barro. Para su restauración se contrató a un constructor natural que dominaba la técnica original de quincha con barro y caña.

## Propuesta museística
El Charrúa fue concebido con el propósito de reunir, conservar, investigar y dar a conocer objetos que forman parte del legado cultural de la cuenca del Río Aluminé. En ese marco, la propuesta incluye el impulso y fomento de actividades de carácter científico y cultural.
El Museo tiene tres recorridos permanentes: 
Recorrido 1: «Funcionamiento y vida cotidiana de una estancia de la zona». En este recorrido se cuenta acerca de la vida de la estancia con sus actividades agrícolas y ganaderas, observando algunos edificios que quedaron a pesar del tiempo. La familia llegó a esta zona alrededor del año 1907. 
Recorrido 2: «Un viaje al pasado del territorio». Mediante cuatro salas con objetos, piezas, mapas y cartas, se pretenden narrar los sucesos históricos del departamento Aluminé. Desde antes de la llegada de los conquistadores europeos a la zona de Aluminé, hasta fines del siglo XIX, con la conformación de las primeras instituciones del pueblo de Aluminé. 
Recorrido 3: «Paseo por el predio exterior». El Museo cuenta con un amplio espacio verde rodeado de plantas exóticas y nativas, esto propicia la presencia de diversas aves durante todo el año. Así como la recreación de un jardín de estilo Francés, inspirado en los jardines que tenía la vieja estancia.